# Fucsou–Hsziamen nagysebességű vasútvonal
A Fucsou–Hsziamen nagysebességű vasútvonal (kínai írással: 福厦高速铁路) egy 277 km hosszúságú, normál nyomtávolságú, kétvágányú, 25 kV 50 Hz-cel villamosított nagysebességű vasútvonal Kínában Fucsou és Hsziamen között.

## Története
2015-ben bejelentették, hogy egy második nagysebességű vasútvonal épül Fucsou, Hsziamen és Csangcsou között, mivel a meglévő Fucsou–Hsziamen-vasútvonal kapacitásának határán van.
Az építkezés 2017-ben kezdődött. 2023. szeptember 28-án nyílt meg a vasútvonal, az első vonat, a Fuxing G9801 helyi idő szerint 9:15-kor indult Fucsou-ból. A kínai állami média korábban a vasutat egy szélesebb körű, Tajvannal közös regionális integrált fejlesztési terv részeként reklámozta, a vasút esetleges kiterjesztésével Tajvanra a Tajvani-szoros alatt húzódó, a világ leghosszabb tenger alatti alagútján keresztül. Ezeket a terveket a tajvani szárazföldi ügyek tanácsa elutasította

## Útvonal
A nagysebességű vasútvonal párhuzamosan halad a meglévő Fucsou–Hsziamen vasútvonallal, amely 2010-ben nyílt meg. A vonatok 350 km/h sebességgel közlekednek, ami gyorsabb, mint a korábban épült vasútvonal 250 km/h tervezési sebessége. A várható menetidő Fucsou és Hsziamen között 55 perc.
A projekthez tartozik egy új depó a Hsziamen északi vasútállomástól északra.